# 日出生ダム
日出生ダム（ひじゅうダム）は、大分県玖珠郡玖珠町日出生字川底の駅館川水系日出生川にある灌漑用ロックフィルダム。

## 概要
3門のラジアルゲートが特徴的なロックフィルダムで、下流の宇佐市などの農地に農業用水を供給している。すぐ下流には、日本の滝百選に選ばれた西椎屋の滝があり、日出生ダムの豊かな水を受けて、豪快な水流を迸らせている。